# 小行星223
小行星223（223 Rosa）是司理星族的一顆小行星，是第223顆被人類發現的小行星，位于火星和木星之間的小行星帶。
它是由奧地利天文學家約翰·帕利扎於1882年3月9日發現，將其命名為Rosa，不清楚其命名的依據。

## 外部連結
- Lightcurve plot of 223 Rosa （页面存档备份，存于）, Palmer Divide Observatory, Brian D. Warner (2007)
- Asteroid Lightcurve Database (LCDB) （页面存档备份，存于）, query form (info （页面存档备份，存于）)
- Dictionary of Minor Planet Names, Google books
- Asteroids and comets rotation curves, CdR （页面存档备份，存于） – Observatoire de Genève, Raoul Behrend
- Discovery Circumstances: Numbered Minor Planets (1)-(5000) （页面存档备份，存于） – Minor Planet Center
- NASA JPL小天體瀏覽器上的小行星223

| 前一小行星： 小行星222 | 小行星列表 | 後一小行星： 小行星224 |